# Juliette Whittaker
Juliette Whittaker (* 1. Dezember 2003 in Laurel, Maryland) ist eine US-amerikanische Leichtathletin, die sich auf den 800-Meter-Lauf spezialisiert hat. Auch ihre ältere Schwester Isabella Whittaker ist als Leichtathletin aktiv.

## Sportliche Laufbahn
Juliette Whittaker wuchs in Maryland auf und absolviert ein Studium an der Stanford University. Erste internationale Erfahrungen sammelte sie im Jahr 2022, als sie bei den U20-Weltmeisterschaften in Cali in 2:00,18 min die Bronzemedaille über 800 Meter gewann. 2023 wurde sie NCAA-Collegemeisterin in der Distanzstaffel und im Jahr darauf wurde sie Hallenmeisterin über 800 Meter und siegte auch im Freien. Im August nahm sie an den Olympischen Sommerspielen in Paris teil und belegte dort in 1:58,50 min im Finale den siebten Platz.

## Persönliche Bestleistungen
- 800 Meter: 1:57,76 min, 4. August 2024 in Paris
  - 800 Meter (Halle): 1:59,53 min, 18. Februar 2023 in Albuquerque
- 1500 Meter: 4:12,49 min, 14. April 2023 in Walnut